# Marc Muniesa
Marc Muniesa Martínez (Lloret de Mar, Girona, Catalunha, 27 de março de 1992) é um futebolista espanhol. Atualmente joga pelo Al-Shahaniya.

## Títulos
Barcelona
- La Liga : 2008–09
- Copa del Rey: 2008–09
- Supercopa da Espanha: 2009 e 2010
- Supercopa Europeia: 2009
- Liga dos Campeões da UEFA: 2008-09
- Copa do Mundo de Clubes da FIFA: 2009 e 2011

Al Arabi
- Copa do Emir do Catar: 2023

Seleção Espanhola
- Campeonato Europeu - Sub-21: 2013